# José Sanabria (taekwondo)
José Sanabria (18 de diciembre de 1959) es un deportista español que compitió en taekwondo. Ganó dos medallas en el Campeonato Europeo de Taekwondo en los años 1982 y 1988.

## Palmarés internacional
| Campeonato Europeo | Campeonato Europeo | Campeonato Europeo | Campeonato Europeo |
| Año                | Lugar              | Medalla            | Categoría          |
| ------------------ | ------------------ | ------------------ | ------------------ |
| 1982               | Roma (Italia)      | Medalla de bronce  | –56 kg             |
| 1988               | Ankara (Turquía)   | Medalla de oro     | –58 kg             |